# ナベヅル
ナベヅル（鍋鶴、Grus monacha）は、ツル目ツル科ツル属に分類される鳥類。全長約96.5cmの小形のツルであり、クロヅル（約114cm）よりやや小さい。

## 分布
中華人民共和国東北部、ロシア東南部、モンゴル北西部などで繁殖し、冬季になると日本、朝鮮半島南部、長江下流域へ南下し越冬する。世界の生息数はおよそ1万5千羽と推定されており、鹿児島県出水市の出水平野には全体の80〜90%にあたる約1万4千羽が渡来し冬を越す。

## 形態
全長約91-100センチメートル、翼開長160-180センチメートル。翼長48-58cm、嘴峰長9.3-10.7cm、跗蹠長20-23cm。体重雄3.28-4.87kg、雌3.4-3.74kg。雌雄同色。成鳥は頭頂から眼先にかけて黒く細い毛状の羽毛に覆われ、頭頂の羽毛がなく裸出した部分は赤色である。頭部から頸部にかけての羽衣は白い。種小名 monacha はラテン語で「修道士の」の意で、頭部から頸部にかけての羽衣が修道士がかぶっていたフードのように見えることに由来する。体部の羽衣は灰黒色。和名は胴体の羽衣の色が鍋についた煤のように見えることに由来する。三列風切が長く房状であり、静止時には尾羽が三列風切で覆われる。風切羽は黒い。雨覆は灰黒色で、雨覆より風切羽のほうが暗色であるが、飛翔時においてその差は不明瞭である。
虹彩は赤または赤褐色。くちばしは黄色みがあり、基部は灰褐色で、先端は淡黄褐色。足は黒か黒褐色または緑黄色。
幼鳥や若鳥は、頭頂に黒色や赤色の斑はなく、頭部から頸部が黄褐色みを帯びており、眼の周りは黒色で、体は成鳥より黒い。

## 生態
沼地、湿原、河口、干潟、農耕地などに生息する。
食性は雑食で、植物の根、昆虫、両生類などを食べる。越冬地では、水田の刈跡でイネの二番穂を採食するほか、出水ツル渡来地においては小麦やイワシなども給餌される。
越冬地では、雌雄2羽もしくは家族群として3-4羽（うち幼鳥1-2羽）でおり、雌雄が跳ね上がったり、くちばしを上にして鳴き交わしたりする行動が見られたりもする。ときに数十羽を越える群れにもなる。
鳴き声は「クールルン」や「クルルー」で、幼鳥は「ピィー」と鳴く。ディスプレイ時には雌雄が「コーワッカ」または「クーカッカッ」と鳴き交わす。しかし繁殖地においてはあまり鳴かないとされる。
シベリア南東部のレナ川上流域やバイカル湖付近、ウスリー川、アムール川（黒竜江）流域、モンゴル北西部、中国の東北部など、タイガ地域で繁殖する。森林地帯内の湿原に雌雄で巣を作り、5月に2個の卵を産む。雌雄交代で抱卵し、抱卵期間は27-30日。雄は生後4-5年、雌は生後2-3年で性成熟する。
1970年頃より、ナベヅルとクロヅルのつがいが1-2羽の幼鳥とともに出水ツル渡来地に飛来し、その後も通称ナベクロヅルと呼ばれる交雑種が渡来しており、繁殖地域もシベリアの一部でクロヅルと重なっている。

## 日本への渡り

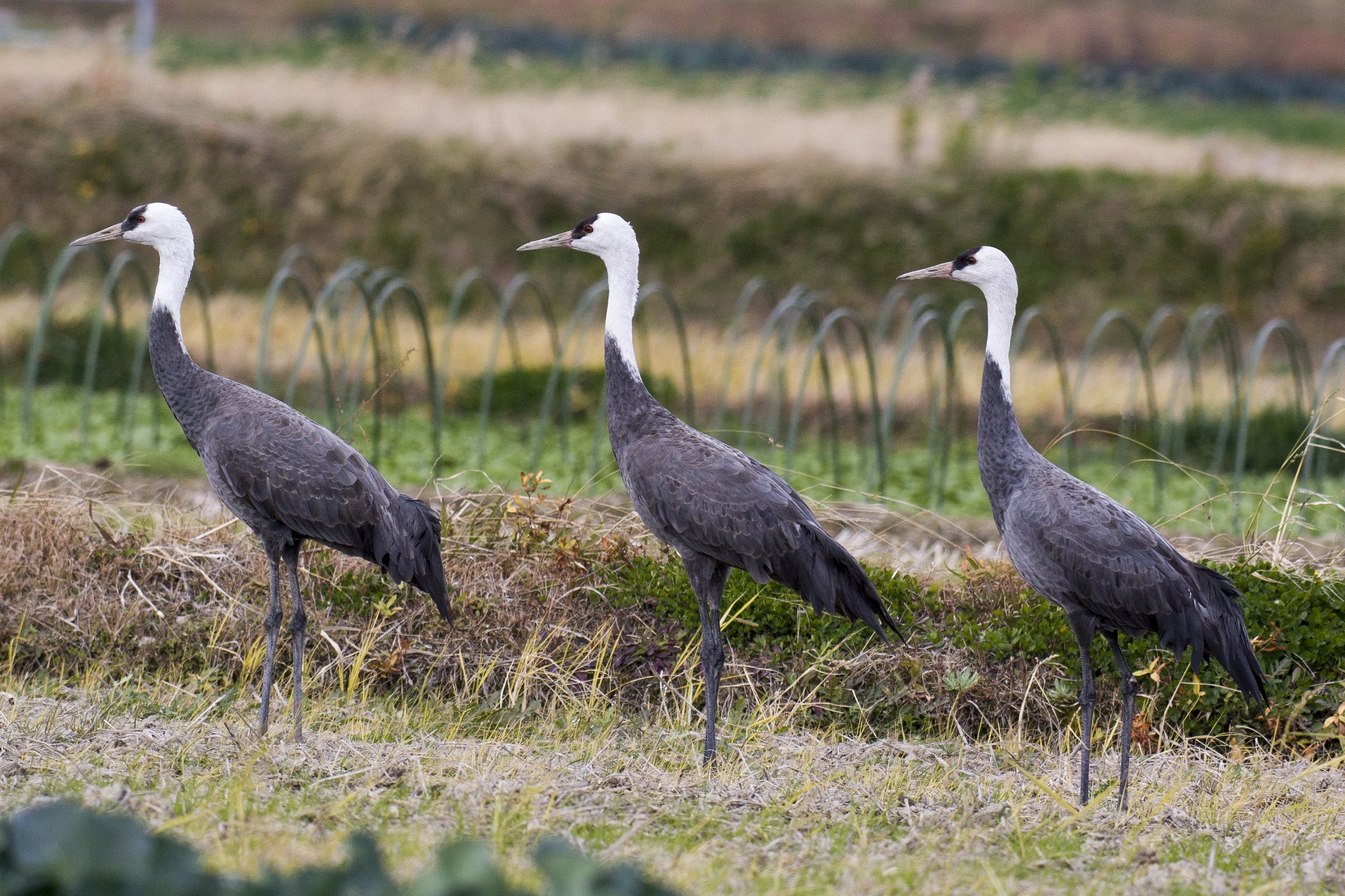
ナベヅル （徳島県那賀郡那賀川町にて）

日本では、ナベヅルは「くろづる」という名前で鎌倉時代より知られており、江戸時代には全国各地に渡来し、『和漢三才図会』などの玄鶴（黒鶴）もナベヅルとされる。明治以降は鹿児島県、山口県などに限られ、現在では、越冬渡来地として鹿児島県出水市の出水平野 （荒崎地区）に集中している。ほかに山口県周南市（旧熊毛町）の八代（やしろ）盆地などが一般に知られている。それ以外の地域においても、ときに少数が越冬する。
鹿児島県出水平野の渡来数は、第二次世界大戦が始まる1939年（昭和14年）には3,435羽を記録したが、戦時中より減少し、戦後1947年（昭和22年）には250羽となった。しかしその後、1959年（昭和34年）に始まった人工給餌などの保護活動や、他の越冬地の消失により急激に渡来数が増加し、2000年（平成12年）には8,811羽を数えるようになった。
山口県八代の渡来数は、1940年（昭和15年）に350羽を記録して以来、徐々に減少し、2000年（平成12年）には18羽となった。
日本には通常10月中旬に渡来し始め、3月中旬に渡去するが、4月上旬まで留まることもある。

## 人間との関係
農作物を食害する害鳥とみなされることもある。
山口県八代のナベヅルは、日本初の禁猟対象として1887年（明治20年）に指定され、鹿児島県出水平野と山口県八代盆地のツルは、1921年（大正10年）3月3日に国の天然記念物に指定された。また、その越冬地は、「鹿児島県のツルおよびその渡来地」として1952年（昭和27年）3月29日、「八代のツルおよびその渡来地」として1955年（昭和30年）2月15日に国の特別天然記念物に指定。1964年（昭和39年）には山口県の県鳥に公募により指定されている。
主な越冬地である出水平野では他種も含め多数の個体が飛来し過密状態になっていることから、感染症による生息数の激減が懸念されている。そのことから複数の他の地域に、越冬するツル類を分散させることが課題となっている。山口県周南市八代、佐賀県伊万里市長浜干拓、高知県四万十市中筋川（四万十川支流）流域では 、デコイが設置されるなど、越冬地を分散させようとの試みも始まっている。
絶滅危惧II類 (VU)（環境省レッドリスト）
- 中国 - 国家一級重点保護野生動物